# 加トちゃんケンちゃん ファンタジーワールド
『お正月スペシャル 加トちゃんケンちゃん ファンタジーワールド』（おしょうがつスペシャル かとちゃんけんちゃん ファンタジーワールド）は、1989年（昭和64年）1月3日の 19時00分 - 20時54分 (JST)にTBS系列などで放送された、TBS制作のテレビ人形劇。

## 概要
この年の正月特番として、加藤茶と志村けんがホストになり、世界の有名な童話をコメディ風にアレンジした。オムニバス形式で4作品が放送される。それぞれの物語に登場する主要人物を人気タレントや歌手が声を担当し、本人の顔に似せた人形が製作された。これはかつて同局で放送され、加藤と志村もザ・ドリフターズメンバーとして出演した、ドリフ主演人形劇『ヤンマーファミリーアワー 飛べ!孫悟空』と同じである。

## キャスト（声の出演）

### シンドバットの冒険
シンドバット（志村けん）
- 幻の水晶を探し求める冒険家。しかし、極度の船酔いと、カナヅチで全く泳げないのが自身の悩みである。

セシール（浅香唯）
- シンドバットの婚約者。彼が無事に幻の水晶を持ち帰って来るのを心待ちにしている。

キャプテン加藤（加藤茶）
- シンドバットの乗船を請け負った船長。

ケント・蚊取りマット（ケント・デリカット）
モジャ・小倉（小倉久寛）
- キャプテン加藤を慕う乗組員たち。

島クジラ
- 背中を小さな島に擬態するクジラ。小さな島と勘違いシンドバットを背中から払いのける。

ロック鳥
- シンドバットをとある島に連れて行った。

コブラたち
- とある島に生息する。ひばり児童合唱団の少年探偵団のダジャレをひろうした。

レッドスネーク、イエロースネーク、ブルースネーク
- とある島に出身する赤・黄色・青の3匹の蛇。

5人骸骨
- 幽霊船の乗組員。キャプテン加藤らの船に乗り込むも退治された。

一つ目の巨人
- 海中から出現した妖怪。キャプテン加藤を捕らえるも、シンドバットも退治された。

猿たち
- 洞窟の眠る幻の水晶がある島のジャングルに生息する。武器は吹き矢

巨人王（コロッケ）
- 幻の水晶を守る雪男風の番人。コロッケは大橋巨泉の声まねで出演。

### はだかの王様
王様（加藤茶）
- 普段の生活に飽きてしまい、毎日が退屈になってしまった、とある国の国王。のちに、自身がとんでもない事件に巻き込まれるとは、知る由もなく…。

大臣（志村けん）
- 退屈を連呼する国王を喜ばせようと、様々なイベントを提案する国王の部下。

王様の部下
- 大臣の小話に大爆笑した。

ものまね芸人（コロッケ）
- 番組内でこの場面のみ、本人役で出演。ちあきなおみや森進一など、自身の得意なレパートリーで、国王を笑わせようとした。

太神楽師（海老一染之助・染太郎）
- コロッケと同様、本人役で出演。

ピエール・イトウ（伊東四朗）
カルダン・コマツ（小松政夫）
- 国王に派手な衣装を試着させた、城下町の仕立て屋。カルダンは淀川長治の物真似で、衣装のコンセプトを説明した。

ケイ・タニノビッチ（谷啓）
- 「見えない国王の衣装」を作ったと嘘をつき、街中を大騒ぎにした、自称「街一番の機織り師」。ピエールとカルダンが紹介した。

### 人魚姫
人魚姫（工藤静香）
- 地上の世界に憧れる、深海に住むプリンセス。工藤静香は船上で王子と家来たちに発見されるシーン「ワインひとくちの嘘」を歌った。

王子（田原俊彦）
- 船上で誕生日パーティをしていた。人魚姫に一目惚れ。田原俊彦は誕生日パーティのシーンで「かっこつかないね」、 人魚姫に一目惚れした時の妄想シーンで「愛しすぎて」を歌った。

家来たち（加藤茶・志村けん）
- 人魚姫と王子が結ばれるよう奮闘する。

少年タイ、所ジョーズ、シャチひろし、エイちゃん
- 人魚姫を探しに深海にやって来た家来たちが遭遇した海の生き物達。チョイ役だが、少年タイは少年隊の「What's your name?」、所ジョーズは「「ジョーズ」のメインテーマ」、シャチひろしは舘ひろしの「泣かないで」、エイちゃんは矢沢永吉の「ファンキー・モンキー・ベイビー」の曲に乗って登場した。人形のモデルはそれぞれ少年隊、所ジョージ、舘ひろし、矢沢永吉だが、声を演じているのはいずれも本人ではない（EDクレジットに名前なし）。

魔女（コロッケ）
- 頭にかんざしを付けた、ゆるいオバチャン風な女性。人魚姫を人間の姿に変身させた張本人。コロッケは美空ひばりの声まねで出演。登場シーンの最後に千昌夫に扮したコロッケの人形と入れ替わり、「以上、コロッケだい!」と、千の声まねで自己紹介した。

違う国の王子
- 人魚姫に一目惚れした王子とは全くの別人。魔女の手で人間になった人魚姫を助け、結婚した。人形のモデルはマイケル・ジャクソンだが、声を演じているのは本人ではない（EDクレジットに名前なし）。マイケル・ジャクソンは外国人である為、会話には字幕が表示される。登場シーンには「I Just Can't Stop Loving You」の曲が流れたが、登場シーンの最後に「スリラー」のラストに近い表現を見せた。

### オズの魔法使い
ドロシー（荻野目洋子）
- 竜巻で家が飛ばされ、マンチキン国に迷い込んだ、好奇心旺盛な少女。不意におやじギャグを言って、友達の動物たちがズッコケてしまうこともあった。

トト（山瀬まみ）
- ドロシーがペットとして飼っている子犬。

かかし（加藤茶）
ブリキ（志村けん）
ライオン（高木ブー）
- エメラルドの都に行く道中でドロシーが出会った仲間たち。それぞれがオズの大王に叶えてもらいたい願いを持っている。ライオンはブタかライオンかハッキリしない見た目をしている。

竜巻
- 下半身が無く以津真天のような顔面の巨大な犬の姿になり、ドロシーとトトを家ごとマンチキン国に飛ばした。この時ドロシーとトトを家まで追い掛け回すシーンではビートルズの「ヘルプ!」が使われた。

南、東、北の国の魔女
- マンチキン国のおばちゃまの国の魔女たち付いて解説でのイメージのみ登場した。

西の国の魔女（研ナオコ）
- 意地悪な魔女だが、なぜか田舎風な語り口で話す。

猿の兵士たち
- 西の国の魔女の部下。雪山でドロシー達に迎え撃つも、大きな鏡で退治された。

マンチキン国のおばちゃま（コロッケ）
- ドロシーに、国の魔女たち付いて解説した老女。コロッケは小森和子の声まねで出演。

オズの大王
- オズの国の大王。ドロシーにカンザスに帰す条件として西の魔女の退治を依頼する。人形のモデルは小錦だが、声を演じているのは本人ではない（EDクレジットに名前なし）。また、物語の開始時に1939年の映画版のパロディとして、MGMのロゴを模した姿で登場した。

### ナレーション
- 4話全てのナレーション（小泉今日子）
- 「シンドバットの冒険」の英語ナレーション（ダグラス カーク）

#### その他のアンサンブル
- 清水アキラ
- 北口光彦
- 東美江
- 石塚運昇
- 今西正男
- 島田彰
- 広森信吾
- 松尾佳子
- 松本リカ

## その他
- •「シンドバットの冒険」の巨人王と•「オズの魔法使い」の竜巻は人形では無く、着ぐるみで表現された。
- 「シンドバットの冒険」で幻の水晶を手にした事で起きたこの島の火山活動シーンは、3シーンのみだが1986年11月15日 - 22日の伊豆大島で発生した三原山噴火の映像の未公開部分の流用したもの。
- 当番組が放送して4日後の1989年1月7日には、加藤と志村のレギュラー番組『加トちゃんケンちゃんごきげんテレビ』（1989年初回）を放送する予定[2]であったが、当日は昭和天皇崩御に伴う特別編成（翌8日まで）で放送出来なかったため、当番組は「昭和最後のTBSで放送された加トケン番組」となった。